# ستراننی
ستراننی (به لاتین: Stranný) یک منطقهٔ مسکونی در جمهوری چک است که در ناحیه بنشوو واقع شده‌است. ستراننی ۵٫۵ کیلومتر مربع مساحت و ۱۱۲ نفر جمعیت دارد و ۴۴۲ متر بالاتر از سطح دریا واقع شده‌است.